# Albert von Berrer
Albert von Berrer fue un Teniente General del Ejército Imperial Alemán que participó en la I Guerra Mundial. Murió en combate a finales de 1917.

## Biografía
Albert von Berrer nació el 8 de septiembre de 1857 en el Reino de Wurtemberg. Ingresó en el 119.º Regimiento de Infantería (1.º Wurtemberg) en 1874, convirtiéndose en teniente segundo en 1876. Durante la I Guerra Mundial, Berrer fue el comandante de la 31.ª División de Infantería. Su división pertenecía al XXI Cuerpo de Fritz von Below y al 5.º Ejército. Más tarde fue desplegado en el frente oriental. Finalmente el cuerpo de Berrer fue enviado al frente italiano como parte del 14.º Ejército de Otto von Below. La unidad de Berrer presionó en profundidad en el frente y Berrer recibió la Pour le Mérite el 27 de agosto de 1917. Sin embargo, el 28 de octubre de 1917, Berrer murió en combate en San Gottardo cuando su coche personal excedió la línea de frente.
| Predecesor: Nueva formación | Comandante del 51.º Cuerpo 27 de agosto de 1916 - 28 de octubre de 1917 | Sucesor: Eberhard von Hofacker |